# La Fierté des nôtres
La Fierté des nôtres – trzeci studyjny album francuskiego rapera Rohffa wydany w 2004 przez wytwórnię EMI. Kompozycja została zatwierdzona jako podwójna złota płyta sprzedając się w ilości ponad 250.000 egzemplarzy.

## Lista utworów

### CD 1
1. "La Fierté des nôtres (Intro)"
2. "Nouveau Rap"
3. "Le Milieu"
4. "La Vie Continue"
5. "Ca Fait Zisir"
  - Featuring Intouchable
6. "Dur D'Être Peace"
  - Featuring Janice
7. "Pleure Pas"
8. "Pétrole"
  - Featuring Kayna Samet
9. "Trop D’Energie"
  - Featuring Mohamed Lamine
10. "Message A La Racaille"
11. "Le Cœur D'Un Homme"
12. "Souvenir"
13. "Charisme"
  - Featuring Wallen
14. "Le Son Qui Tue"
  - Featuring Nathy
15. "Le Son De La Hagra"
  - Featuring Expression Direkt
16. "Mal Aimé"
  - Featuring Kery James

### CD 2
1. "Fils A Pap"
2. "T'Es Pas Comme Moi"
3. "Bling Bling"
  - Featuring Admiral T
4. "Apparences Trompeuses"
5. "Sincère"
6. "Toujours Ton Enfant"
7. "Fiston"
  - Featuring J Mi Sissoko
8. "Pervertie"
9. "Bollywood Style"
10. "Zone Internationale"
  - Featuring Roldan G. Rivero (Orishas)
11. "94"
12. "Le Mot D’Ordre"
13. "Code 187"
  - Featuring Kamelancien, Alibi Montana & Sefyu
14. "J'Rappe Mieux Que Toi (Outro)"

## Teledyski
1. "Le Son Qui Tue"
  - Featuring Nathy
2. "Zone Internationale"
  - Featuring Roldan G. Rivero (Orishas)
3. "94"